# Гевьон

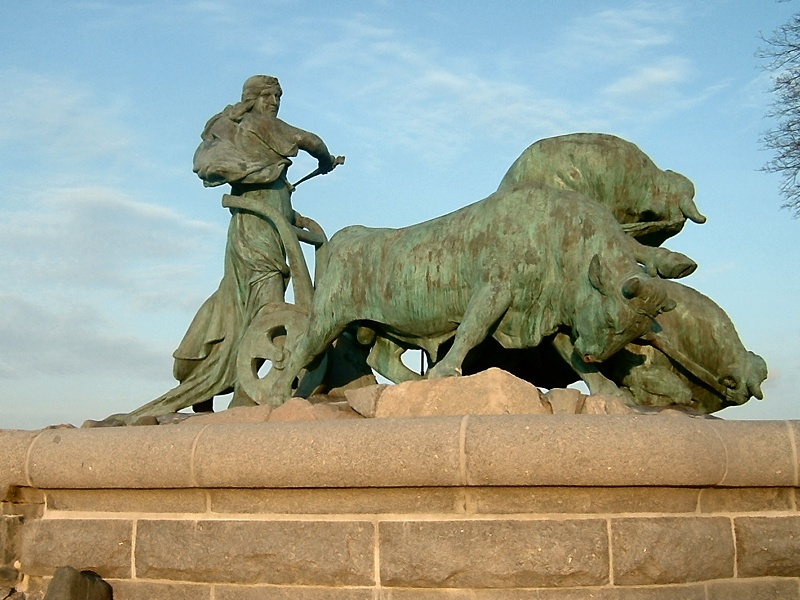
Фонтан Гевьон в Копенгагене (Дания).

Гевьон, или Гёфьён (Gefyon — «даритель»; также Gefjon, Gefjun, Gefn) — в скандинавской мифологии богиня плодородия, асинья, которой служат умершие девушки. В Эдде сохранилось предание, что Гевьон, женщина из рода Асов, получила от конунга Швеции Гюльви в дар за занимательные речи столько земли, сколько можно вспахать на 4 быках за одни сутки. Гевьон превратила в быков своих сыновей, рожденных от великана, и они провели такую глубокую борозду, что отрезали от Швеции большой кусок земли, названный Гевьон островом Зеландия. На месте же этой земли образовалось озеро Меларен, а прорытый канал стал проливом Эресунд. Предположительно историческая основа мифа — переселение данов из Швеции в Данию в III—IV веках.
В Саге об Инглингах рассказывается, что Гевьон вышла замуж за сына Одина Скьёльда и жила вместе с ним на острове Зеландия в Хлейдре (совр. Лайре, близ Роскилле).
Гевьон ассоциируется с землеводством, девственностью и удачей. Девушки, которые умирали девственницами, становились её свитой в загробной жизни, поэтому она характеризуется как богиня добродетели, но, вопреки всему, она была богиней изобилия. Кроме того, «Гефн» — одно из имен Фрейи — древнескандинавской богини плодородия, любви, красоты.
В Копенгагене находится скульптура с фонтаном, посвященная Гевьон.
В честь Гевьон назван астероид (1272) Гефьён, открытый 10 октября 1931 года немецким астрономом Карлом Райнмутом в Гейдельбергской обсерватории.